# A Ganhar É que a Gente se Entende
A Ganhar é que a Gente se Entende foi um concurso inicialmente apresentado por Fernando Rocha. Este deixa o programa e cede o seu lugar a José Figueiras.[carece de fontes?]
Era transmitido de Segunda a Sexta, às 19h00, na SIC. O concurso tinha vários passatempos, mas aquele com um prémio maior - e por isso a grande atracção do "show"- era "o Carteiro toca sempre três vezes". Nele, os concorrentes em estúdio tinham que por a mão dentro de 3 em 9 caixas de correio, que tinham lá dentro animais ou substâncias / objectos menos agradáveis que acomodavam um envelope. O objectivo era acertar nos três envelopes que davam acesso ao jackpot.[carece de fontes?]
O programa acabou por ter a sua última emissão 6ª Feira, dia 4 de Janeiro de 2008.[carece de fontes?]